# Редута (театър)
Театър „Редута“ (на чешки: Divadlo Reduta) е част от Националния театър в Бърно, разположен на площад „Зелни тръх“.

## История
Бърненският театър „Редута“ се споменава за първи път през 1608 г., което го прави най-старата театрална сграда в Централна Европа.
Около 1600 г. град Бърно закупува разрушения Лихтенщайнски дворец, разположен на ъгъла на „Зелни тръх“ и създава т.нар. „Нова таверна“, наричана по-късно „Голяма“. Тя обслужва важните гости на града.
Сред по-важните посетители са ерцхерцог Матиас, полският крал Ян III Собиески и граф Фон Турн и Таксис, придружаващ полската кралица Елеонора Мария Хабсбург-Австрийска по пътя ѝ към Виена.
Съседната, по-късно закупена сграда, е наречена „Малката таверна“. В сградите започват да се провеждат театрални постановки вероятно от 60-те години на 17 век, но едва през 1733 г. в източното крило е построен отделна зала за театър. Залата има двоен партер, галерия и два реда ложи.
След пожарите през 1785 и 1786 г. са създадени танцови зали, а освен театрални представления, тук се провеждат и зрелищни балове и тържества – например по повод престоя на император Леополд II през 1791 г. или на император Франц II през 1804 и 1808 г. По това време театърът е наричан „Кралски градски национален театър“ (на немски: Königlichstädtisches National Theater).
След още един пожар в началото на 19 век, театралната зала е ремонтирана, а балната зала е възстановена през 1814 г. Към края на 19 век балната зала се използва като градски пазар. Редута претърпява голяма реконструкция след 1918 г., когато немските дотогава представления започват да се редуват и с чешки. По това време танцовата зала в източното крило е използвана като театрална зала. Театърът също е възстановен и модернизиран.

## Съвременност
Сградата е затворена през 1993 година от службата за пожарна безопасност. След реконструкцията, чиято цел е да съчетае историческите елементи със съвременните изисквания, Редута е отворен отново през 2005 година. Под ръководството на Петра Щедроне, Дора Виченикова и Ян Микулашек, театърът се превръща в една от най-прогресивните сцени в Чехия.
Театърът разполага с две зали – „Театрална“ и „Моцарт“. Това е единствената сграда от комплекса на Националния театър в Бърно, която не носи име на известна личност.
Театралната зала има камерно пространство с капацитет за 325 зрители. Аудиторията е изградена върху елипсовиден план, по ширината на помещението преминава първия балкон с подчертано силна вътрешна дъга. Вторият балкон, използван като техническа основа, има подобно решение. Късите, вдлъбнато проектирани балкони достигат до пространството над просцениума. В сградата има и кафене.

## Театрални представления
След период на случайни спектакли, театърът е открит официално на 28 ноември 1733 година.
През 1767 г. на тази сцена е изпълнена и първата опера на чешки език, „Влюбеният караул“. Тя е поставена от баденска театрална група от немски актьори, ръководена от Матиас Менингер.
През декември същата година, единадесетгодишният Волфганг Амадеус Моцарт свири на сцената със сестра си Нанерл.